# Barbara Wimmer

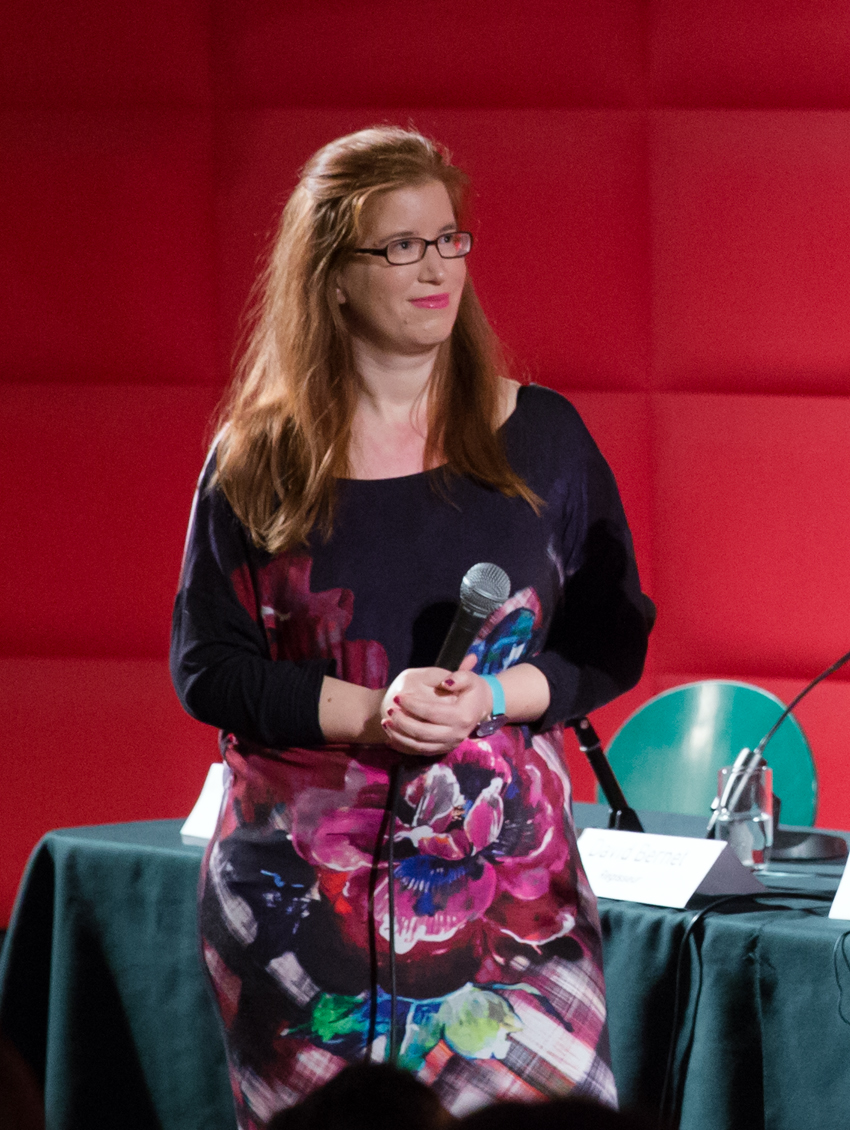
Barbara Wimmer, 2015

Barbara Wimmer (* 31. Mai 1979 in Linz) ist eine österreichische Journalistin, Autorin, Vortragsrednerin und Autorin von Kriminalromanen. Themen ihrer journalistischen und Vortragstätigkeit sind  Netzpolitik, IT-Sicherheit,  Datenschutz und  Privatsphäre.

## Leben und Werk
Wimmer studierte an der Universität Wien und der Freien Universität Berlin Publizistik und Kommunikationswissenschaften. Seit dem Jahr 2010 schreibt sie für die Online-Zeitschrift Futurezone und die Tageszeitung Kurier über technische Themen wie IT-Sicherheit, Social Media, Datenschutz oder Privatsphäre. Zu diesen Bereichen gibt sie regelmäßig Vorträge und nimmt an Podiums-Diskussionen teil. 2020 veröffentlichte sie ihren ersten Kriminalroman Tödlicher Crash.

## Publikationen
- Tödlicher Crash. Kriminalroman. Gmeinerg, Meßkirch 2020, ISBN 978-3-8392-2597-4
- Jagd im Wiener Netz. Kriminalroman. Gmeiner, Meßkirch 2022, ISBN 978-3-8392-0269-2
- Einmal kurz die Welt retten. Gmeiner, Meßkirch 2022, ISBN 978-3-8392-0128-2
- Hilfe, ich habe meine Privatsphäre aufgegeben! MITP Verlag, 2021, ISBN 978-3-7475-0164-1
- Smart Lies. Edition mono/monochrom, 2018, ISBN 978-3-902796-61-5

## Auszeichnungen
- 2018 WINFRA für herausragende Beiträge des Wiener Infrastruktur-Journalismus[2]
- 2019 Prälat-Leopold-Ungar-Anerkennungspreis[3]
- 2019 Dr.-Karl-Renner-Publizistikpreis in der Kategorie Online[4]